# هارولد ناش
هارولد نـاش (بالإنجليزية: Harold Nash)‏ هو لاعب كرة القدم الكندية ومدرب رياضي أمريكي، ولد في 5 مايو 1970 في نيو أورلينز في الولايات المتحدة.